# Variabile a lungo periodo
Si definiscono variabili a lungo periodo (o LPV, sigla dell'inglese Long Period Variable) le stelle variabili pulsanti che manifestano le proprie variazioni di brillantezza durante archi temporali lunghi (mesi o anni). Si tratta in genere di stelle giganti, per la maggior parte giganti rosse o AGB (appartenenti quindi alle classi spettrali K-M, S o C), anche se non sono rare le giganti di classe F.
Di questa categoria fanno parte le sottostanti classi di variabili:
- Mireidi, caratterizzate da periodi estremamente lunghi (compresi tra 80 e 1000 giorni) e da fortissime escursioni di luminosità (da 2,5 a oltre 11 magnitudini);
- Semiregolari, con periodi simili a quelli delle mireidi ma con escursioni luminose meno accentuate e spesso irregolari che rendono difficile la determinazione del periodo;
- Variabili irregolari lente, simili alle semiregolari ma caratterizzate da periodi molto irregolari.